# توم بير (لاعب كرة قدم)
توم بير (بالإنجليزية: Tom Byer)‏ هو مدرب كرة قدم ولاعب كرة قدم أمريكي، ولد في 21 نوفمبر 1960 في نيويورك في الولايات المتحدة. لعب مع كاشيوا ريسول.